# Dune: Imperium
Dune: Imperium est un jeu de société sorti en 2020, conçu par Paul Dennen et édité par Dire Wolf Digital. Le jeu se déroule dans l'univers du roman Dune de Frank Herbert. Le système de jeu allie deck-building et le placement d'ouvriers pour gagner des alliances avec des factions afin de gagner des points de victoire. Dès sa sortie, le jeu est nommé pour plusieurs prix, dont le Kennerspiel des Jahres.

## Système de jeu
Dune Imperium est un jeu de placement d'ouvriers avec une dimension de deck-building se déroulant dans l'univers du roman Dune, de Frank Herbert. Les joueurs commencent la partie avec un jeu de dix cartes et un chef ayant ses capacités propres. 
Au cours de chaque tour, les joueurs révèlent des cartes pour envoyer des agents à des emplacements, ce qui leur fournit en retour des bonus, y compris des ressources, telles que des épices, de l'eau ou du Solari, des pioches de cartes, des déploiements de troupes et ou encore des alliances avec des factions, ce qui rapporte des points de victoire. 
Une fois que les joueurs ont déployé tous leurs agents, les joueurs révèlent leurs cartes restantes et construisent de nouveaux jeux de cartes. Le combat est également résolu, ce qui récompense le joueur vainqueur par des points de victoire, des ressources et des bonus de contrôle. Lorsqu'un joueur gagne dix points de victoires ou plus, le jeu se termine et le joueur avec le plus de points de victoire gagne.
Une première extension, Rise of Ix, est publiée en 2021, suivie d'une secondes, Immortalité, en 2022.

## Accueil
Pour IGN, Matt Thrower décrit que les composants expriment bien leur fonction mais sont peu soignées, louant notamment les cartes de leader mais critiquant la direction artistique. Le critique fait l'éloge du système de révélation des tours, du «dilemme de la pyramide des ressources» à travers les trois ressources, des éléments stratégiques comme une «soupe riche de décisions tactiques» et de l'accessibilité. Cependant, il critique l'originalité, l'évolutivité et le thème du jeu, comme par exemple le mécanisme de combat abstrait. Thrower conclu que "Dune: Imperium est un jeu impressionnant qui est accessible, varié et qui a un attrait qui s'étend à un large éventail de goûts de jeu". Charlie Hall de Polygon recommande le jeu et salue aussi l'accessibilité du mécanisme de construction de deck, l'engagement et l'application mobile associée. Contrairement à Thrower, qui critique le jeu à moins de trois joueurs et décrit l'automate en mode deux joueurs comme une "distraction ennuyeuse", Hall fait l'éloge du mode solo.
Le critique de Dicebreaker, George Barker, estime les mécanismes principales comme familières dans le genre mais salue le jeu comme une "somme satisfaisante de ses parties", commentant qu'il "parvient à combiner le placement des travailleurs et la construction de deck d'une manière qui fonctionne". Bien qu'il décrive largement le jeu comme accessible, Barker déclare que "pour les nouveaux joueurs, être confronté à un choix de 22 espaces d'action différents vers lesquels vous pouvez envoyer des agents est un peu intimidant". Il critique néanmoins la construction de deck limitée, le choix des cartes de construction de deck en mode solo comme "frustrant et resserré", et le combat, qu'il estime décevant en raison du manque de "subterfuge plus intelligent impliqué" et de l'aléatoire à cause de la mécanique de pioche. Luke Plunkett, critique de Kotaku, a fait l'éloge du mécanisme de placement des travailleurs, mais critique les composants comme "des jetons en bois classiques, principalement abstraits" et le thème, déclarant que le jeu est un "jeu différent auquel on a ajoint la licence papier dessus".
Le jeu est nommé pour le prix Kennerspiel des Jahres 2022,,. Le jury note qu'il s'agit "d'une amélioration intelligente du mécanisme classique de placement des travailleurs", louant le mécanisme d'acquisition, l'interaction entres joueurs, le thème et la stratégie. Le jeu s'est également classé troisième du Deutscher Spiele Preis.